# G protein

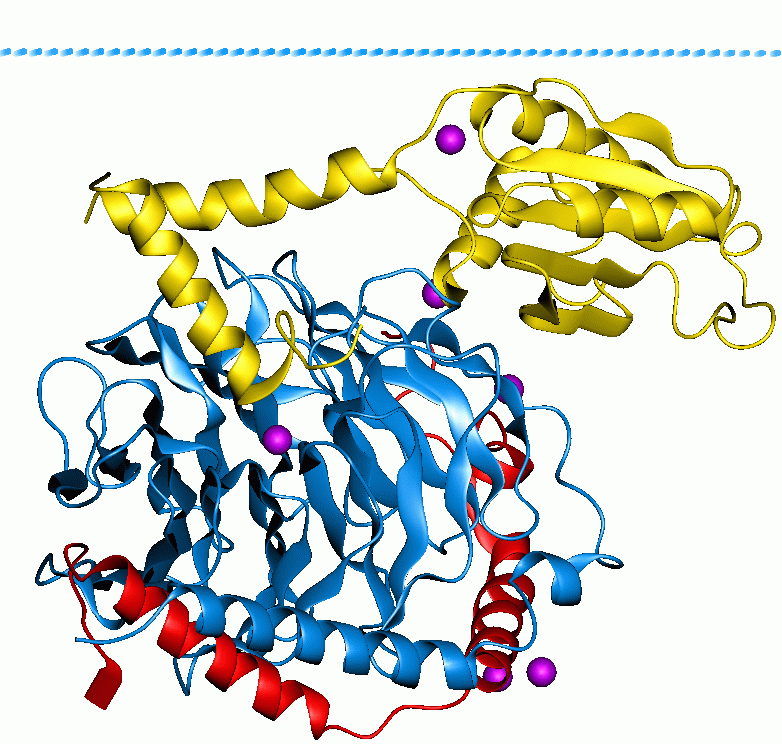
Phức hệ beta-gamma phosducin-transducin. Tiểu phần beta được dùng màu xanh, còn gamma là màu đỏ.

G protein còn được gọi là protein gắn kết nucleotide guanine , là một họ protein hoạt động như các "công tắc" phân tử bên trong tế bào, và tham gia vào việc truyền tín hiệu từ nhiều kích thích khác nhau bên ngoài tế bào vào bên trong. Hoạt động của chúng được điều chỉnh bởi các yếu tố kiểm soát khả năng liên kết và thủy phân guanosine triphosphate (GTP) thành guanosine diphosphate (GDP). Khi G protein liên kết GTP, chúng ở trạng thái 'bật', và, nếu chúng liên kết với GDP, bây giờ chúng là 'tắt'. Các G protein thuộc vào nhóm lớn hơn của các enzyme được gọi là GTPases.
Có hai lớp G protein. Lớp đầu tiên với chức năng là GTPase đơn nhỏ (G-protein nhỏ), trong khi lớp thứ hai với chức năng là dị phức ba G protein. Lớp phức hợp thứ hai được tạo thành từ các tiểu đơn vị alpha (α), beta (β) và gamma (γ). Ngoài ra, các tiểu đơn vị beta và gamma có thể tạo thành một phức kép ổn định được gọi là phức hợp beta-gamma 
Các G protein nằm trong tế bào được hoạt hóa bởi các thụ thể ghép cặp G protein (GPCR) nằm khắp trên màng tế bào. Các phân tử tín hiệu liên kết với một miền của GPCR nằm bên ngoài tế bào, rồi sau đó miền GPCR nội bào sẽ hoạt hóa một G proteinđặc hiệu. Một số GPCR trạng thái không hoạt động cũng đã được chứng minh là "liên kết trước" với các protein G.  G protein sẽ kích hoạt một loạt các sự kiện truyền tín hiệu tiếp theo mà cuối cùng dẫn đến sự thay đổi chức năng tế bào. Thụ thể ghép cặp G protein và G protein hoạt động cùng nhau để truyền tín hiệu từ nhiều hormone, chất dẫn truyền thần kinh và các yếu tố báo hiệu khác. Các G protein có thể điều hòa các enzyme chuyển hóa, các kênh ion, protein vận chuyển và các phần khác của bộ máy tế bào, kiểm soát sự phiên mã, vận động tế bào, co và quá trình tiết các chất, rồi từ đó sẽ điều chỉnh các chức năng hệ thống đa dạng như phát triển phôi thai, học tập và trí nhớ, và cân bằng nội môi.